# Saxaborgaflyn
Saxaborgaflyn är en sjö i Strömsunds kommun i Jämtland och ingår i Ångermanälvens huvudavrinningsområde. Sjön har en area på 0,705 kvadratkilometer och ligger 663,7 meter över havet. Saxaborgaflyn ligger i Frostvikenfjällen Natura 2000-område. Sjön avvattnas av vattendraget Daimaån.

## Delavrinningsområde
Saxaborgaflyn ingår i det delavrinningsområde (718796-145512) som SMHI kallar för Utloppet av Saxaborgaflyn. Medelhöjden är 765 meter över havet och ytan är 8,66 kvadratkilometer. Räknas de 5 avrinningsområdena uppströms in blir den ackumulerade arean 46,06 kvadratkilometer. Daimaån som avvattnar avrinningsområdet har biflödesordning 3, vilket innebär att vattnet flödar genom totalt 3 vattendrag innan det når havet efter 303 kilometer. Avrinningsområdet består mestadels av skog (67 procent) och kalfjäll (21 procent). Avrinningsområdet har 0,71 kvadratkilometer vattenytor vilket ger det en sjöprocent på 8,2 procent.